# Rockstar Toronto
Rockstar Toronto (раніше — Rockstar Canada) — внутрішня студія Rockstar Games і Take-Two Interactive по портуванню і розробки ігор, розташована в Оквілі, Онтаріо, Канада, місто розташоване приблизно у 20 хвилин на захід від Торонто. Компанія була перейменована Rockstar Games в 2002 році з Rockstar Canada на Rockstar Toronto.
З моменту випуску консолі Wii Rockstar Toronto взяв на себе відповідальність на портування ігор для цієї консолі.
Їх останній проєкт: порт Grand Theft Auto: Episodes From Liberty City, реліз якого відбувся у 2010 році на PC і PlayStation 3.

## Релізи та ігри
- Grand Theft Auto: London, 1969 (1999) (PC, PlayStation) (разом з Rockstar North)
- Oni (2001) (PlayStation 2) (разом з Bungie Studios)
- Max Payne (2001) (PlayStation 2) (разом з Remedy Entertainment, Rockstar Vienna і Rockstar Leeds)
- Max Payne 2: The Fall of Max Payne (2003) (PlayStation 2) (разом з Remedy Entertainment і Rockstar Vienna)
- The Warriors (2005) (PlayStation 2, Xbox, PlayStation Portable) (разом з Rockstar Leeds)
- Manhunt 2 (2007) (Wii) (разом з Rockstar London і Rockstar Leeds)
- Bully: Scholarship Edition (2008) (Wii) (разом з Rockstar Vancouver і Rockstar New England)
- Grand Theft Auto IV (2008) (PC) (разом з Rockstar North)
- Grand Theft Auto: Episodes From Liberty City (2010) (PC) (разом з Rockstar North)
- Max Payne 3 (2012) (PC)
- Grand Theft Auto V (2015) (PC) (разом з Rockstar North)